# Unione Sportiva Pianese
A Unione Sportiva Pianese S.R.L., também conhecida como U.S. Pianese ou simplesmente Pianese, é um clube de futebol italiano com sede em Piancastagnaio, comuna da província de Siena na região da Toscana. Foi fundado em 1930 e as cores do clube, presentes no escudo oficial, são preto e branco, por isso o time é apelidado de bianconeri (alvinegro).
Seu feito mais relevante foi competir na Serie C da temporada de 2019–20, pela primeira vez em sua história, depois de vencer o Grupo H da Serie D de 2018–19 e obter o tão sonhado acesso à terceira e última divisão profissional do futebol italiano.
Manda seus jogos no estádio Comunale di Piancastagnaio (Stadio Comunale di Piancastagnaio; em tradução livre: Estádio Municipal de Piancastagnaio), localizado na mesma comuna da sede do clube, que conta com capacidade para 2.500 torcedores. O clube também usa o estádio Carlo Zecchini, localizado em Grosseto, comuna da província homônima, na região da Toscana, que conta com capacidade para 9.988 espectadores.

## História

### Inícios e primeiros anos
A Pianese é uma equipe de futebol fundada em Piancastagnaio, uma comuna italiana (equivalente ao município no Brasil e em Portugal) nas encostas do Monte Amiata, na província de Siena. A história de facto do clube começa 2 de abril de 1932, quando o comissário Vincenzo Forconi, auxiliado pelo secretário Giovanni Cirillo, aprova o decreto para a construção de um campe para a prática esportiva em Piancastagnaio. Durante seus primeiros vinte anos, graças à eclosão da Segunda Guerra Mundial, suas atividades ficaram relegadas ao amadorismo e a informalidade, organizando jogos contra os clubes das comunas vizinhas.

### Torneios provinciais daUISP
Em 1950, o clube ingressa na UISP (Unione Italiana Sport Per tutti), entidade de promoção esportiva reconhecida pelo Comitê Olímpico Nacional Italiano (CONI; Comitato Olimpico Nazionale Italiano, em italiano), onde passou a disputar os torneios provinciais de Siena organizados pela dita instituição. Sagrou-se campeão da edição de 1958 do torneio, batendo o Rapolano Terme na semifinal e o San Rocco na final. O feito foi repetido no foi campeonato provincial da UISP de 1958–59, derrotando o San Gimignano por 3–2 na final.

### Campeonato Italiano de Futebol
Depois de altos e baixos, o clube começou a se organizar com eficiência, e em 1967, graças à ajuda de muitos adeptos e atletas, o campo esportivo foi reorganizado. No dia 24 de julho de 1970, ocorreu a filiação à Federação Italiana de Futebol (em italiano: Federazione Italiana Giuoco Calcio, que usa a sigla FIGC), órgão dirigente do futebol na Itália, fazendo sua estreia no Terza Categoria, sexta e última categoria amadora e nona e última divisão do futebol italiano. Depois de um primeiro ano de "ajustes", na segunda temporada da Pianese, comandada pelo técnico Mauro Bettarini, terminou como líder de seu grupo e subiu para a Seconda Categoria, oitava divisão do campeonato italiano de futebol e penúltima divisão amadora. O próximo salto de divisão veio na edição de 1976–77 da Seconda Categoria, quando os bianconeri, comandados pelo treinador Manlio Focarelli, vencem seu grupo e são promovidos à Prima Categoria, sétima divisão italiana e quarta do futebol amador.
Após alguns anos na Prima Categoria, vem a temporada de 1992–93 e o time conquista o primeiro acesso à Promozione, sexta divisão nacional e terceira amadora. A temporada de 1993–94 na Promozione não foi tão feliz, poucos gols marcados, muitos sofridos e o retorno à Prima Categoria foi inevitável. De 1994 a 1998 houve uma alternância de acessos e rebaixamentos na Prima Categoria. Essas idas e vindas acabam na edição de 1999–2000 da Prima Categoria, quando o clube comandado por Bruno Cornacchia domina seu grupo (grupo F), obtendo 75 pontos em 30 jogos (dos quais 23 vitórias, 6 empates e apenas 1 derrota), com 73 gols marcados e 21 sofridos, e sobe para a divisão superior.
Estando estabilizada na Promozione, a Pianese segue com sucesso crescente, até que em 2005–06 vence seu grupo e é promovida à Eccellenza, quinta divisão do futebol italiano e segunda maior divisão amadora nacional. No campeonato da Eccellenza de 2009–10, com a chegada do empresário Maurizio Sani (dono da marca Stosa Cucine), a Pianese com solidez econômica sem precedentes conquista o acesso à Serie D, quarta divisão do calcio e primeira do futebol amador italiano. Na temporada de 2018–19, no nono do clube ano na Serie D, os comandados do técnico Marco Masi conquistaram algo inédito e histórico, lideraram seu grupo e foram promovidos à Serie C, terceira divisão italiana, abandonando pela primeira vez em sua história as divisões de futebol amador.
Com a transição para o profissionalismo, a Pianese muda sua forma administrativa para uma sociedade por ações; o organograma em exercício, como Maurizio Sani como presidente, é ratificado, assim como Masi, no comando técnico. Um problema já esperado surge quando o estádio municipal de Piancastagnaio (Stadio Comunale di Piancastagnaio) não passa no crivo e é rejeitado para uso nos jogos da Serie C. A solução adotada foi usar provisoriamente o estádio Carlo Zecchini em Grosseto, enquanto que o estádio de Piancastagnaio passa por reformas. No entanto, esta intervenção não foi concluída até o final da temporada de 2019–20, obrigando a Pianese a jogar de facto fora de casa em todas as partidas.
Em fevereiro de 2020, com a paralisação abrupta das partidas de futebol devido à pandemia de COVID-19 na Itália, o time permanecia na penúltima colocação do grupo A, na área dos play-outs ("torneio da morte") de rebaixamento. No dia 8 de junho, após cerca de quatro meses de incertezas e decisões conflitantes entre a FIGC e a Lega Pro sobre os procedimentos para a conclusão dos campeonatos profissionais, a Pianese foi definitivamente incluída nos play-outs de rebaixamento contra o Pergolettese. No mesmo dia, o clube exonerou o treinador Masi e o substituiu por Pasquale Catalano. O play-off pela permanência contra o amarelo e azul de Crema terminaram com um agregado de 3–3 (0–0 na ida e 3–3 na volta) e foi satisfatório para o Pergolettese, que teve uma melhor campanha na fase de grupos da temporada regular. Com isso, o time de Piancastagnaio retorna para o futebol amador e à Serie D, quarta divisão do calcio, na temporada de 2020–21.

## Cronologia no Campeonato Italiano de Futebol
A seguir temos as participações da Pianese no Campeonato Italiano de Futebol desde a sua filiação à FIGC no dia 24 de julho de 1970.
| Período           | Nome do Campeonato          | Nível / Categoria | Associação | Ref.        |
| ----------------- | --------------------------- | ----------------- | ---------- | ----------- |
| 1970–71 — 1971–72 | Terza Categoria (Siena)     | Nona Divisão      | LND        | [ 1 ] [ 5 ] |
| 1972–73 — 1976–77 | Seconda Categoria (Toscana) | Oitava Divisão    | LND        | [ 1 ] [ 5 ] |
| 1972–73 — 1992–93 | Prima Categoria (Toscana)   | Sétima Divisão    | LND        | [ 1 ] [ 5 ] |
| 1993–94           | Promozione (Toscana)        | Sexta Divisão     | LND        | [ 1 ] [ 5 ] |
| 1994–95           | Prima Categoria (Toscana)   | Sétima Divisão    | LND        | [ 1 ] [ 5 ] |
| 1995–96 — 1998–99 | Promozione (Toscana)        | Sexta Divisão     | LND        | [ 1 ] [ 5 ] |
| 1999–2000         | Prima Categoria (Toscana)   | Sétima Divisão    | LND        | [ 1 ] [ 5 ] |
| 2000–01 — 2005–06 | Promozione (Toscana)        | Sexta Divisão     | LND        | [ 1 ] [ 5 ] |
| 2006–07 — 2009–10 | Eccellenza (Toscana)        | Quinta Divisão    | LND        | [ 1 ] [ 5 ] |
| 2010–11 — 2018–19 | Serie D                     | Quarta Divisão    | LND        | [ 1 ]       |
| 2019–20           | Serie C                     | Terceira Divisão  | Lega Pro   | [ 1 ]       |
| Desde 2020–21     | Serie D                     | Quarta Divisão    | LND        |             |